# HD 27894 b
HD 27894 b는 목성 질량의 3분의 2 또는 토성의 2배 질량을 갖는 외계 행성이다. 행성과 항성 사이 거리는 태양~수성 거리의 3분의 1 수준이다. 가까운 거리 때문에 b가 항성을 한 바퀴 도는 데에는 18일이 걸린다.

## 참고 문헌
- (영어) Moutou 연구진 (2005). “The HARPS search for southern extra-solar planets IV. Three close-in planets around HD 2638, HD 27894 and HD 63454”. 《Astronomy and Astrophysics》 439: 367–373. doi:10.1051/0004-6361:20052826. 2005년 10월 23일에 원본 문서 (요약)에서 보존된 문서. 2012년 3월 29일에 확인함.